# رودولف كونيغ (فيزيائي)
رودولف كونيغ (بالألمانية: Rudolf König)‏ هو فيزيائي ألماني، ولد في 26 نوفمبر 1832 في كونيغسبرغ في الإمبراطورية الروسية، وتوفي في 2 أكتوبر 1901 في باريس في فرنسا.

## وصلات خارجية
- رودولف كونيغ على موقع الموسوعة البريطانية (الإنجليزية)